# Aalto-1
Aalto-1 —  финский искусственный спутник Земли, созданный студентами университета Аалто. Аппарат был запущен 23 июня 2017 года из космического центра имени Сатиша Дхавана с помощью ракеты-носителя PSLV и служит для отработки новых технологий на базе платформы наноспутников CubeSat.

## История
Проект Аалто-1 начался в начале 2010 года, когда группа студентов подготовила техническое описание спутника в рамках специального курса по космическим технологиям. В 2013 спутник был готов. Он стал первым студенческим спутником и первым национальным спутником, проектируемым в Финляндии. Производился он одновременно с его копией спутником Aalto-2  Его планировали запустить из США с помощью компании SpaceX Falcon 9. Из-за многочисленных задержек было принято решение запустить спутник из Индии, по контракту с компанией ISIS в качестве дополнительной полезной нагрузки. Aalto-2 был запущен раньше и он стал первым финским спутником. Вместе с Aalto-1 суммарно было запущено ещё 29 спутников.
После запуска аппарат вышел на расчётную солнечно-синхронную орбиту высотой 515 км.

## Конструкция
Спутник представляет собой типичный аппарат на платформе 3U CubeSat размерами 34 х 10 х 10 см и массой 4 кг. Однако, многие технологии ориентации и навигации были улучшены. На тот момент Aalto-1 имел самую маленькую автономную систему ориентации iADCS-100.
В качестве полезной нагрузки был установлен спектрометр, датчик радиации, и электрический парус.
- Конструкция спектрометра основана на интерферометре Фабри-Перо. Интерферометр состоит из двух сильно хорошо отражающих брэгговских зеркал, разделённых изменяющимся воздушным зазором Его рабочий спектральный диапазон составляет 400—1100 нм, а спектральное разрешение 5 — 10 нм. Поле зрения 10°х10°, что соответствует ширине полосы для наблюдения поверхности Земли в 120 км. Для регистрации спектра используется КМОП-матрица. Спектрометр установлен в нижней части аппарата вместе с цифровой гиперспектральной камерой[4]. Основная цель эксперимента — проверить характеристики новой компактной технологии[5].
- Датчик радиации RADMON представляет собой сцинтиллятор с кремниевыми детекторами. Диапазоны энергий частиц составляют для протонов 10-200 МэВ и для электронов 0,7-10 МэВ. Основная цель эксперимента — мониторинг радиационной обстановки Земли. Основными объектами интереса являются высокие широты планеты и регион южноатлантической аномалии. Кроме того прибор будет фиксировать интенсивность солнечного ветра для эксперимента с электрическим парусом[1][3].
- Третий эксперимент является испытанием эффективности и работоспособности электростатического плазменного паруса. Он представляет собой тонкий проводящий многолинейный трос, который имеет высокий положительный потенциал. Положительно заряженный трос отталкивают ионы солнечного ветра, что, в свою очередь, приводит к передаче импульса от ионов к парусу. Эта система должна будет свести аппарат с орбиты, что избежать увеличения космического мусора[6][7].